# Кэйлан, Ховард
Ховард Кэйлан (англ. Howard Kaylan, род. 22 июня 1947, Нью-Йорк, Нью-Йорк) — американский музыкант и автор песен, известный как солист группы The Turtles и как участник группы The Mothers of Invention.

## Биография
Ховард Кэйлан родился 22 июня 1947 года в Бронксе и провел свои первые восемь лет на Манхэттене, прежде чем его отец устроился на работу в General Electric в Ютике, штат Нью-Йорк. Семья прожила там недолго, и уже через год они переехали в западный район Лос-Анджелеса, поселившись в Вестчестере.
В 1963 году Кэйлан вместе с Марком Волманом основали группу The Turtles. В 1970 году, после распада The Turtles, они присоединились к The Mothers of Invention, группе Фрэнка Заппы, но по контракту им было запрещено использовать свои настоящие имена, и поэтому им дали прозвища «Flo» (Марк Волман) и «Eddie» (Ховард Кэйлан). В 1970 году они появились на сольном альбоме Заппы Chunga’s Revenge, а в 1971 году выступили в качестве ведущих вокалистов на концертном альбоме Fillmore East, где они спели «Happy Together». В общей сложности Кэйлан и Волман записали треки для пяти альбомов, гастролировали в их поддержку и снялись в полудокументальном фильме «200 мотелей». Они покинули The Mothers of Invention после того, как разгневанный фанат толкнул Заппу в оркестровую яму лондонского театра Rainbow во время концерта 10 декабря 1971 года, серьёзно ранив его.
Поскольку Заппа в течение года пользовался инвалидной коляской и не мог петь и играть на гитаре, The Mothers of Invention взяли перерыв; Кэйлан и Волман решили начали свою собственную карьеру и стали выступать под названием Flo & Eddie. За более чем десять лет совместной работы они выпустили девять музыкальных альбомов и озвучили несколько фильмов.

## Дискография

### The Turtles
| Год  | Альбом                                      |
| ---- | ------------------------------------------- |
| 1965 | It Ain't Me Babe                            |
| 1966 | You Baby                                    |
| 1967 | Happy Together                              |
| 1968 | The Turtles Present the Battle of the Bands |
| 1969 | Turtle Soup                                 |

### The Mothers of Invention
| Год  | Альбом                      |
| ---- | --------------------------- |
| 1970 | Chunga's Revenge            |
| 1971 | Fillmore East – June 1971   |
| 1971 | 200 Motels                  |
| 1972 | Just Another Band from L.A. |